# Hoppachshof
Hoppachshof ist ein Gemeindeteil der Gemeinde Üchtelhausen im unterfränkischen Landkreis Schweinfurt in Bayern. Das Dorf ist die höchstgelegene Ortschaft im Landkreis Schweinfurt. Bis in die Nachkriegszeit war Hoppachshof lediglich ein Weiler, an dem schließlich eine Neubausiedlung entstand.

## Geographie

### Lage
Hoppachshof liegt in der Schweinfurter Rhön, vier Kilometer nordöstlich von Üchtelhausen und zehn Kilometer nordöstlich von Schweinfurt. Die Ortsmitte (Kapelle) liegt auf 403 m ü. NN und somit höher als z. B. der Bodensee. Hoppachshof ist die höchstgelegene Ortschaft des Landkreises Schweinfurt, aber nicht das höchstgelegene Kirchdorf, dies ist Löffelsterz.
In Hoppachshof, am Hoppachshofer See, entspringt der Höllenbach, der in Schweinfurt in den Main mündet. Unweit des Ortsrandes, an der Golfakademie am Funkturm, liegt mit 421 m ü. NN der höchstgelegene Punkt der Schweinfurter Rhön. Der höchstgelegene Punkt des Landkreises Schweinfurt ist jedoch der Laubhügel in den Haßbergen mit 504 m ü. NHN.

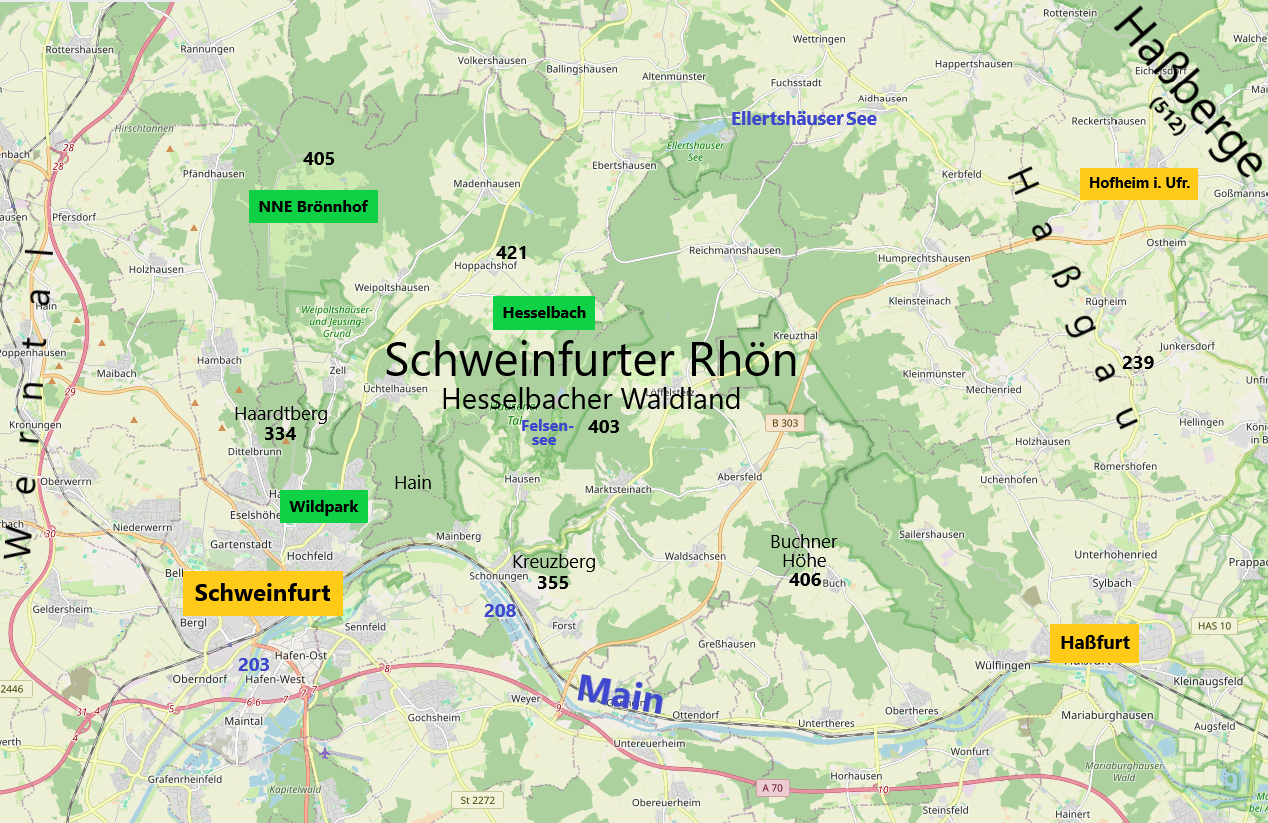
Hoppachshof liegt im Nordwesten der Schweinfurter Rhön, an ihrem mit 421 m ü. NN höchstgelegenem Punkt (bitte Bild vergrößern)

### Klima
Durch die Höhenlage in der Mitte der Schweinfurter Rhön sind die Sommer frei von großer Hitze und die Winter für unterfränkische Verhältnisse relativ kalt und schneereich. In schneereichen Wintern früherer Jahrzehnte wurde unweit südwestlich, beim Weiler Thomashof, an der Hütte Haselstaude des Deutschen Alpenvereins eine Skilanglauf-Loipe präpariert.

## Geschichte
Die erste urkundliche Erwähnung von Hoppachshof stammt aus dem Jahr 823. In den folgenden Jahrhunderten wurde das Dorf verlassen, in einer Aufzeichnung aus dem Jahr 1509 wird es als Wüstung bezeichnet. Der noch existierende Ort wurde 1570 gegründet. Das älteste erhaltene Bauwerk ist ein Fachwerkhaus von 1740 in der Fichtenbuschstraße. Der Weiler Hoppachshof war ein Gemeindeteil der Gemeinde Hesselbach, diese wurde am 1. Mai 1978 im Rahmen der Gebietsreform in Bayern in die Gemeinde Üchtelhausen eingegliedert. Aufgrund der Lage an der Staatsstraße 2280, mit direkter Verkehrsanbindung nach Schweinfurt, entwickelte sich der einstige Weiler zu einem Dorf.

## Sport und Freizeit
Am Ortsrand von Hoppachshof befindet sich die Golfakademie, mit einem öffentlichen 3 Loch-Platz und einer öffentlichen Driving Range.